# دانيلي جيوريكو
دانيلي جيوريكو (بالإيطالية: Daniele Giorico) (1 يناير 1992 بألغيرو في إيطاليا - ) هو لاعب كرة قدم إيطالي في مركز الوسط. لعب مع نادي تريفيزو ونادي فينيزيا ونادي كالياري ونادي مودينا ونادي لوميتساني.

## روابط خارجية
- دانيلي جيوريكو على موقع قاعدة بيانات كرة القدم.إي يو (الإنجليزية)
- دانيلي جيوريكو على موقع Soccerway.com (الإنجليزية)